# Ґрабовське
Ґрабовське (пол. Grabowskie) — село в Польщі, у гміні Грабово Кольненського повіту Підляського воєводства.
Населення — 120 осіб (2011).
У 1975-1998 роках село належало до Ломжинського воєводства.

## Демографія
Демографічна структура станом на 31 березня 2011 року:
|          | Загалом | Допрацездатний вік | Працездатний вік | Постпрацездатний вік |
| -------- | ------- | ------------------ | ---------------- | -------------------- |
| Чоловіки | 68      | 10                 | 49               | 9                    |
| Жінки    | 52      | 12                 | 23               | 17                   |
| Разом    | 120     | 22                 | 72               | 26                   |